# Buried (Enterrat)
Buried (Enterrat) (títol original en anglès, Buried) és una pel·lícula independent en anglès del gènere thriller-terror de 2010, coproduïda per Espanya, Estats Units i França i dirigida per Rodrigo Cortés. La protagonitzen Ryan Reynolds, Anne Lockhart i Ivana Miño.

## Argument
La pel·lícula conta la història de Paul Conroy, un conductor civil de camions que és segrestat mentre està treballant a l'Iraq, i es desperta enterrat en un taüt amb només un telèfon mòbil, sense gaire bateria ni cobertura, i un encenedor "Zippo".

## Protagonistes
- Ryan Reynolds com Paul Conroy
- Ivana Miño com Pamela
- Anne Lockhart com Operadora del 911/Operadora del CRT
- Robert Paterson com Dan Brenner
- José Luis García Pérez com Jabir
- Stephen Tobolowsky com Alan Davenporty
- Samantha Mathis com Linda Conroy
- Warner Loughlin com Donna Mitchell/Maryanne Conroy/Rebecca Browning
- Erik Palladino com Agent especial Harris
- Heath Centazzo com Soldat
- Joe Guarneri com Soldat

## Producció
La pel·lícula està produïda per la barcelonina Versus Entertainment en associació amb les estatunidenques The Safran Company, Dark Trick Films i la francesa Studio 37.

## Estrena
La premiere de Buried va ser en el Festival de Cinema de Sundance el 23 de gener de 2010. Lions Gate va comprar els drets del film i tenia planejada una estrena limitada el 24 de setembre de 2010 i una estrena global dues setmanes després, el 8 d'octubre. L'estrena del primer tràiler del film va ser en companyia de A Nightmare on Elm Street. L'estrena del segon tràiler va ser en 2010 en la Convenció Internacional de Còmics de San Diego. Ha sigut adjuntada amb la selecció d'impresos de Dinner for Schmucks, Resident Evil: Afterlife, The Expendables i The Last Exorcism.
La pel·lícula va guanyar el Méliès de Plata i el Premi del Públic al Festival de Cinema Fantàstic Europeu d'Estrasburg el setembre de 2010.
La pel·lícula es presentà en el Festival de Cinema Estatunidenc de Deauville, guanyant el premi de la crítica internacional, i en el Festival Internacional de Cinema de Toronto i Festival de Cinema de Sant Sebastià, fora de competició en setembre de 2010.
La seua estrena en l'estat espanyol va ser l'1 d'octubre i va obtenir el Méliès d'Or en el Festival de Cinema de Sitges de 2010.

## Recepció
El crític de cinema Roger Ebert premià la pel·lícula amb 3,5 sobre 4 estrelles. IGN va donar a la pel·lícula un 10 sobre 10.

## Premis i nominacions

### Nominacions
- 14 nominacions als XXV Premis Goya, incloent-hi pel·lícula, direcció i actor[16]
- 9 nominacions als III Premis Gaudí, incloent guió, direcció i actor[17]

### Premis
- Gaudí a la millor pel·lícula en llengua no catalana
- Gaudí al millor muntatge